# Vanjska politika
Vanjska politika je politika koju jedna država vodi prema drugim državama, u cilju zaštite svojih interesa. Kroz vanjsku politiku država nastoji ostvariti sigurnosne i ideološke ciljeve, kao i socijalnu sigurnost. 
Vanjska politika jedne države izražava se na više načina: djelomično je izražena kroz deklaracije i službene izjave onih na vlasti, a djelomično kroz sporazume o obvezama npr. prema UN-u i EU-u. Osim toga, postoje i neformalni kanali, koji su jednako važni za odnose između zemalja.
Proces donošenja odluka, koje se tiču vanjske politike, po pravilu se odvija u ministarstvu vanjskih poslova, na čelu s ministrom vanjskih poslova, i upravnog tijela sastavljenog od političkih savjetnika i službenika. U parlamentarnim državama postoji osim toga i organ u parlamentu koji učestvuje u donošenju odluka, ali u principu parlament ne može učestvovati u više procesa donošenja odluka iz praktičnih razloga. U vanjsku politiku se također ubrajaju misije u drugim državama u kojima rade diplomati. Rad veleposlanstava organiziraju poglavar države i vlada države iz koje diplomate dolaze. Međunarodne organizacije u praksi imaju veliko značenje za vanjsku politiku, ništa manje u svrhu lobiranja. 
Drugi važni čimbenici vanjske politike su mediji i istraživači u nekim akademskim predmetima.